# Antonio Raimondi (provincie)
Antonio Raimondi is een provincie in de regio Ancash in Peru. De provincie heeft een oppervlakte van 562 km² en heeft 16.401 inwoners (2015). De hoofdplaats van de provincie is het district Llamellin.

## Bestuurlijke indeling
De provincie is verdeeld in zes districten, UBIGEO tussen haakjes:
- (020302) Aczo
- (020303) Chaccho
- (020304) Chingas
- (020301) Llamellin, hoofdplaats van de provincie
- (020305) Mirgas
- (020306) San Juan de Rontoy

Aija · Antonio Raimondi · Asunción · Bolognesi · Carhuaz · Carlos Fermín · Casma · Corongo · Huaraz · Huari · Huarmey · Huaylas · Mariscal Luzuriaga · Ocros · Pallasca · Pomabamba · Recuay · Santa · Sihuas · Yungay